# 코르반 올라

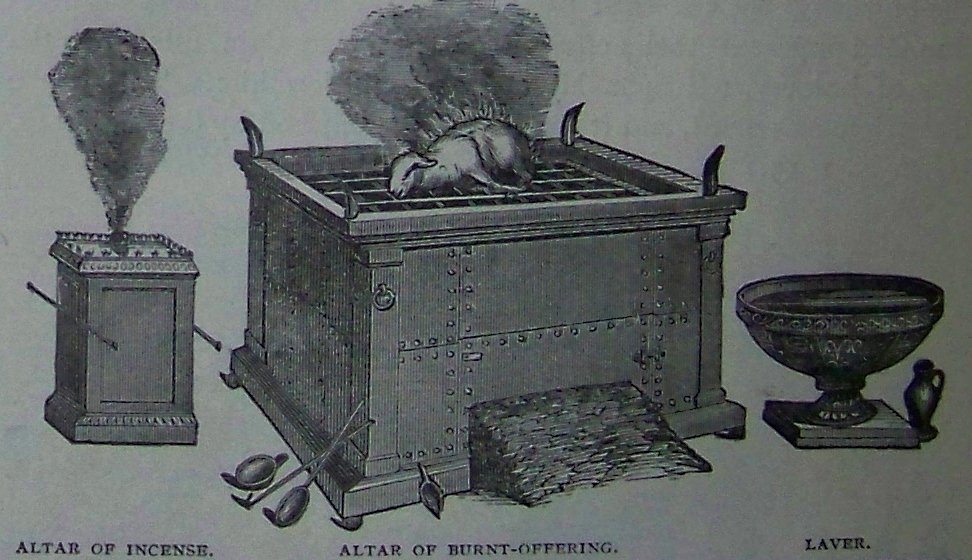
코르반 올라 제단.

코르반 올라(히브리어: קָרְבַּן עוֹלָה, 코르반 올라)는 히브리어 성경에 처음 기술된 희생의 한 형태로, 일종의 번제이다. 야훼에게 바치는 공물로서 제물은 제단 위에서 완전히 불태워졌다. 이는 부분적으로 불태워지고 대부분을 희생 제사에서 공동으로 먹는 다른 형태의 희생(제바흐 또는 제바흐 셸라밈)과는 대조적이다.
제1성전 및 제2성전 시대 동안 제물은 예루살렘 성전의 제단에서 번제 동물로서 매일 두 번 바쳐졌으며, 완전히 불에 태워졌다. 그러나 동물의 가죽은 불태워지지 않고 해당 제사장 가계에 속한 제사장들에게 주어졌다. 이 가죽들은 토세프타 할라(또는 토세프타 찰라)에서 24가지 제사장 선물 중 하나로 등재되어 있다.

## 어원
히브리어 명사 올라(עֹלָה)는 히브리어 성경의 마소라 본문에 289번 나타난다. 이는 "[연기 속으로] 올라가는 것"을 의미한다. 이는 동사 알라(עָלָה), "오르게 하다"의 능동 분사형에서 파생되었다. 때로는 레위기에서 발견되는 관련 단어인 칼릴이라고도 불렸는데, 이는 "전체"를 의미한다.
영어권에서는 전통적으로 "번제"라고 불리며, 올라라는 단어는 전통적으로 "번제"로 번역되었다. 이 용어는 70인역에서 홀로카우스톤(holokauston)으로 번역되었다. 오늘날 일부 영어 성경 번역본은 이 단어를 홀로코스트로 번역하고, 다른 번역본은 "번제"로 번역한다. 예를 들어, 출애굽기 18:12는 새 미국 성경에서 "모세의 장인 이드로는 번제물과 다른 희생 제물을 하느님께 가져왔다"로 번역되는 반면, 새 국제판 성경에서는 "모세의 장인 이드로는 번제물과 다른 희생 제물을 하느님께 가져왔다"로 번역된다.
랍비 유대교 문학에서는 올라라는 용어에 대해 여러 가지 다른 어원이 제시되어 있지만, 모두 문자적으로 "(그것이) 올라간다"는 의미에 동의한다. 일부 고전 랍비들은 이 용어가 희생 제사를 드린 후 마음이 상승하는 것을 의미하며, 희생 제사가 악한 생각에 대한 속죄를 위한 것이라고 주장했다. 반면 다른 랍비들은 이 제사가 전적으로 하느님을 위한 것이기 때문에 가장 높은 분께 드리는 희생 제사라고 주장했다. 그러나 현대 학자들은 단순히 고기가 불꽃 속으로 올라가는 연소 과정을 의미한다고 주장한다.

## 히브리어 성경

### 성경 이야기에서
번제를 위한 올라의 첫 사용은 노아가 "모든 정결한 짐승과 모든 정결한 새를 취하여 제단 위에 번제를 드렸고", 아브라함이 이삭을 바치려 한 것을 언급한다: "그를 거기서 번제로 바쳐라". 또 다른 번제는 모세의 장인인 이드로가 드린 것이다(출애굽기 18:12Template:Bibleverse with invalid book).
히브리어 성경의 네비임 부분, 특히 판관기의 구절들은 번제의 관행을 제시한다. 기드온 이야기에서는 어린 염소와 누룩 없는 빵으로 된 희생 제물이 하늘에서 내려온 불에 의해 소멸된다. 삼손의 탄생 이야기에서는, 그의 아버지가 천사에게 음식을 대접하기 위해 희생 제물을 드리려 할 때, 천사가 그에게 대신 완전히 불태우라고 말한다.

### 절차
처음에는 번제를 "흙으로 만든 제단"에서 드려야 했다. 성막이 지어진 후에는 성막의 제단을 사용하도록 명시되었다.
희생 제물의 주요 유형, 그 목적과 상황, 수행 세부 사항 및 이후의 분배는 레위기 1장 1절부터 7장 38절에 명시되어 있다.
동물은 "흠이 없어야" 했다. 흠 목록에는 "눈멀거나, 상하거나, 상해를 입었거나, 궤양, 습진, 딱지가 있는" 동물들이 포함된다. 동물들은 제단 북쪽에 가져와 의식적으로 도살되었다. 동물의 피는 제사장이 조심스럽게 모아 제단의 바깥 모퉁이에 뿌렸다. 새가 아닌 한, 그 시체는 가죽을 벗겼고, 가죽은 제사장들이 보관했다.
동물의 살은 탈무드 (타미드 31)에 주어진 상세한 지침에 따라 나뉘었고, 그 다음 제단 위의 나무(매일 드려지는 수많은 희생 제물 때문에 항상 불타고 있었다)에 놓여 서서히 태워졌다. 살(뿔과 염소 수염 포함)이 재가 된 후, 보통 다음 날 아침, 그 재는 코헨이 쓰레기로 제거하여 성전 밖의 의식적으로 정결한 장소로 옮겨졌다.
번제물은 곡물 제물과 전제와 함께 드려졌는데, 그 양은 바쳐지는 동물의 종류(황소, 숫양, 양, 염소)에 따라 달랐다.

### 시기
번제를 포함한 의무적인 희생 제물의 일정은 민수기 28장 1절부터 30장 1절에 나타난다. 여기에는 매일 드리는 제물, 뿐만 아니라 안식일, 신월제, 나팔절, 유월절, 칠칠절, 욤 키푸르, 그리고 초막절을 위한 추가 제물도 포함된다. 희생 제물로 사용되는 동물은 황소, 숫양, 염소(속죄제용) 그리고 어린 양이어야 했다.
코르반 올라는 또한 제사장 임명 시 속죄제로도 드려졌고, 나실인 서원이 끝났을 때, 차라아스에서 회복된 후, 분만 후 여인에 의해, 비정상적인 신체 분비물 상태에서 회복된 후, 이방인이 유대교로 개종할 때, 또는 자원하여 드리는 희생 제물로 드려졌는데, 이때 희생 제물은 어린 황소, 숫양, 한 살 된 염소, 산비둘기 또는 비둘기일 수 있었다.

## 헬레니즘 유대교에서
70인역은 주로 히브리어 올라를 일반적인 그리스어 용어인 홀로카우스토스로 번역하는데, 이는 희생 제물이 식사로 소비되는 부분이 아닌 재로 변환되는 전통적인 그리스 종교 의식이다. 예를 들어, 창세기 22장 2절에서 이삭은 "번제로서" (그리스어: εἰς ὁλοκάρπωσιν) 희생될 예정이었다. 요세푸스는 아브라함과 이삭 모두에게 이 용어를 사용했지만, 아하스가 자신의 아들을 바알에게 인신공희로 바치는 것과 관련해서도 이 용어를 사용했다. 이 관행은 필론에 의해서도 언급되었지만, 상당한 변화가 있었다.

## 랍비 유대교에서
서기 3세기-6세기 하잘 자료들은 코하님이 소비할 고기가 남지 않는 올라 형태의 희생 제사를 가장 위대한 형태의 희생 제사로 묘사하며, 유대인과 이방인 모두를 대신하여 코하님에 의해 예루살렘 성전에서 바칠 수 있도록 유대교가 허용한 희생 제사 형태였다.

### 제사장 선물
새(올랏 하오프)가 아닌 제물은 가죽을 벗겼다. 제물의 가죽은 제사장 가계의 순환 근무의 일부로서 자신의 근무 교대조에 속한 제사장들이 보관했다. 토세프타는 시간이 지나면서 더 강력한 제사장들이 하위 제사장들로부터 가죽을 강제로 빼앗았다고 전한다. 그 후 예루살렘의 제사장 법정인 벳 딘 셸 코하님에 의해 가죽을 팔고 그 판매 수익을 예루살렘 성전에 바치도록 결정되었다(토세프타 19).

## 현대 학설
판관기의 일부 구절들은 온전한 제물의 원리와 관행을 보여준다. 기드온 이야기에서, 어린 염소와 누룩 없는 빵으로 된 희생 제물은 하늘에서 내려온 불에 의해 소멸된다. 삼손의 탄생 이야기에서, 그의 아버지는 천사에게 식사를 대접하기 위해 희생 제물을 드리려 할 때, 천사가 대신 완전히 불태우라고 말한다.
번제는 희생 제물의 극단적인 형태로 나타났다고 여겨지며, 이때 신에게 할당된 부분이 전부로 증가했다. 희생 제물에서 신에게 할당된 부분은 주로 지방이었는데, 이는 가장 쉽게 불태워질 수 있는 부분이다(지방은 가연성이 매우 높다). 학자들은 신이 아이테르적인 존재이므로 고체 음식보다 아이테르적인 음식을 더 선호할 것이라고 여겼으며, 동물의 지방 부분을 태우는 것은 신에게 달콤한 향기가 되는 연기를 생성하기 위함이라고 믿었다.